# Radom (Illinois)
Radom és una població dels Estats Units a l'estat d'Illinois. Segons el cens del 2000 tenia 395 habitants.

## Demografia
Segons el cens del 2000, Radom tenia 395 habitants, 86 habitatges, i 58 famílies. La densitat de població era de 146,6 habitants/km².
Dels 86 habitatges en un 36% hi vivien nens de menys de 18 anys, en un 58,1% hi vivien parelles casades, en un 9,3% dones solteres, i en un 31,4% no eren unitats familiars. En el 29,1% dels habitatges hi vivien persones soles el 22,1% de les quals corresponia a persones de 65 anys o més que vivien soles. El nombre mitjà de persones vivint en cada habitatge era de 2,58 i el nombre mitjà de persones que vivien en cada família era de 3,19.
Per edats la població es repartia de la següent manera: un 16,2% tenia menys de 18 anys, un 2,3% entre 18 i 24, un 18,2% entre 25 i 44, un 13,2% de 45 a 60 i un 50,1% 65 anys o més.
L'edat mediana era de 65 anys. Per cada 100 dones de 18 o més anys hi havia 68,9 homes.
La renda mediana per habitatge era de 30.000 $ i la renda mediana per família de 44.375 $. Els homes tenien una renda mediana de 36.250 $ mentre que les dones 25.000 $. La renda per capita de la població era de 13.882 $. Aproximadament el 5,8% de les famílies i el 8,3% de la població estaven per davall del llindar de pobresa.

## Poblacions més properes
El següent diagrama mostra les poblacions més properes.